# Unified Energy System
Unified Energy System ou RAO UES (en russe : Единая Энергетическая Система (ЕЭС) России, Iédinaïa Energetitcheskaïa Sistema (EES) Rossii), était un monopole d'énergie russe qui était un composant de l'indice RTS.

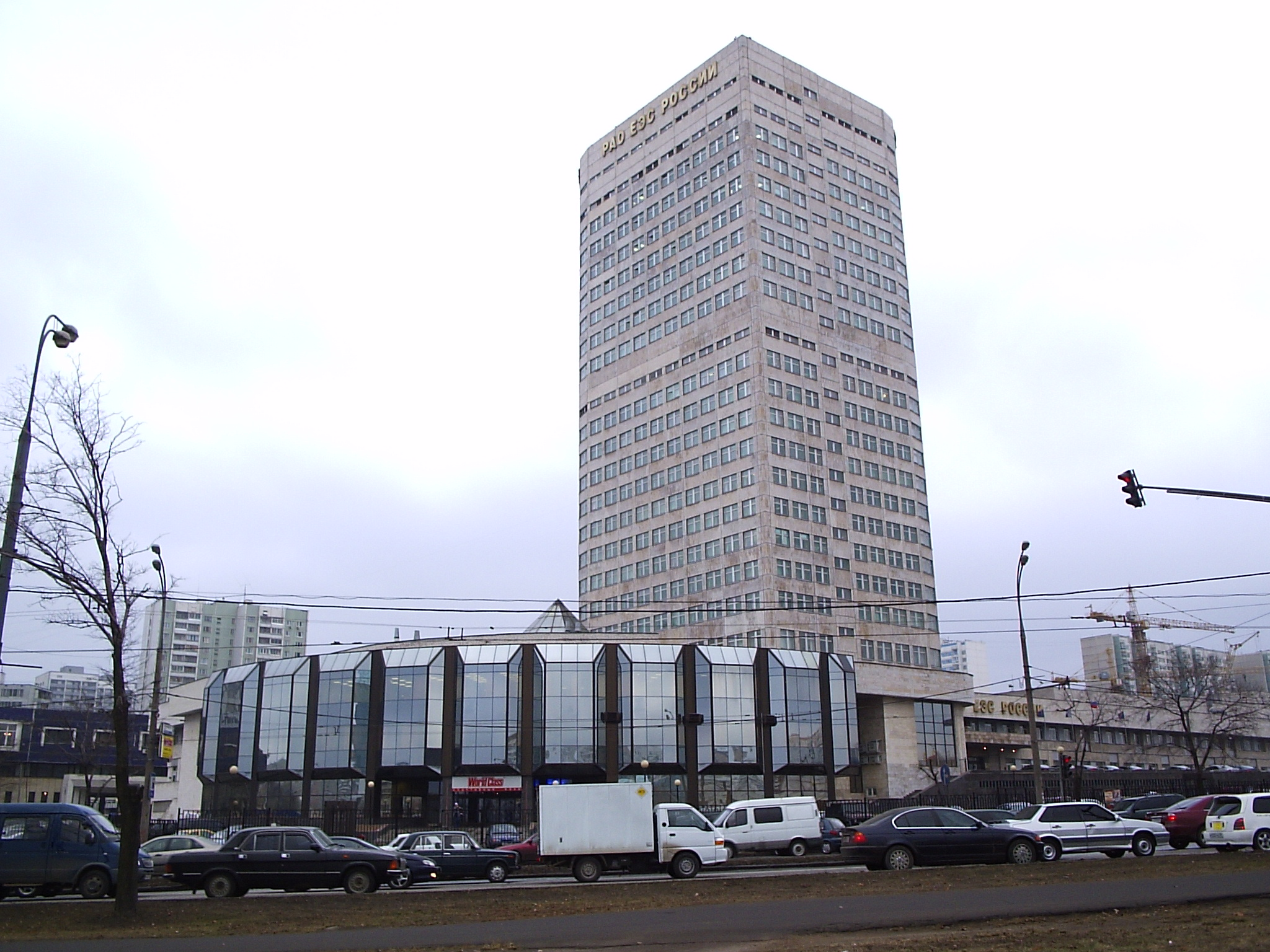
Siège de RAO UES à Moscou

## Historique
RAO UES fut créée par un décret présidentiel du 15 août 1992 comme un holding. À l'exception de celles liées à l'énergie nucléaire, toutes les actions d'entreprise en rapport avec l'énergie électrique furent transférés à RAO UES. Au total, RAO UES possédait plus de 70 entreprises énergétiques et plus de 40 centrales électriques d'importance fédérale. Le premier "Président" de l'entreprise et président du Conseil directeur fut Anatoly Dyakov.
Le 30 mai 1997, les actionnaires abolirent la fonction de Président et nommèrent Boris Brevnov Président du Conseil d'Administration de l'entreprise qui est l'ami du vice-premier ministre russe de l'époque, Boris Nemtsov. Mais le 28 janvier 1998, le Conseil directeur mené par Dyakov renvoyèrent Brevnov de son poste, cependant ce dernier refusa de reconnaître la légalité de cette action et renvoya Dyakov. Finalement, l'ancien chef de l'administration du président de Russie, Anatoli Tchoubaïs fut nommé président du Conseil d'administration tandis que le chef de l'administration du président de Russie, Alexander Voloshin fut nommé président du Conseil directeur.
Pendant les années 2000, RAO UES échoua plusieurs fois à satisfaire la demande. Ces échecs sont dus en grande partie aux désinvestissements. L'échec le plus connu de RAO UES est la coupure électrique des 25 et 26 mai 2005 à Moscou.

## Restructuration
La restructuration de RAO UES commença en 2006. La première phase fut terminée le 3 septembre 2007 quand deux filiales, WCG-5 et TGC-5 furent séparées de la maison mère RAO UES. Lors de la deuxième phase de restructuration qui se termina le 1er juillet 2008 toutes les filiales de RAO UES étaient devenues indépendantes.
Cette restructuration fut perçue comme une privatisation de l'industrie de l'énergie dont le but était d'atteindre 79 milliards de dollars en placements. Finalement, RAO UES cessa d'exister et fut dissout par sa fusion dans l'entreprise FGC UES.

## Actionnaires
La fédération de Russie possède directement ou non plus de 50 % des parts de RAO UES. Le reste du capital est détenu par plusieurs actionnaires minoritaires. Les actions étaient cotées aux bourses de MICEX et de RTS avant que celles-ci ne fusionnent en 2011 pour former la Bourse de Moscou.